# بروس آرثر
بروس آرثر (بالإنجليزية: Bruce Arthur) هو مصارع هاوي أسترالي، ولد في 2 نوفمبر 1921 في ملبورن في أستراليا، وتوفي في 22 مارس 1998 في Dunk Island ‏ في أستراليا.

## وصلات خارجية
- بروس آرثر على موقع قاعدة بيانات المصارعة الدولية (الإنجليزية)
- بروس آرثر على موقع أوليمبيديا (الإنجليزية)
- بروس آرثر على موقع اللجنة الأولمبية الأسترالية (الإنجليزية)
- بروس آرثر على موقع اتحاد ألعاب الكومنولث (مؤرشف) (الإنجليزية)